# Гезер Донаг'ю
Гезер Донаг'ю (англ. Heather Donahue; нар. 22 грудня 1974, Аппер Дарбі, Пенсільванія, США) — американська акторка, найбільш відома роллю в фільмі «Відьма з Блер».

## Біографія
Гезер Донаг'ю народилася в Аппер Дарбі, Пенсільванія, США. Вона закінчила місцеву школу в 1991 після чого вступила на акторський факультет Університету мистецтв у Філадельфії, який закінчила в 1995. Після року роботи в обласному театрі Донаг'ю переїхала в Нью-Йорк. 

## Кар'єра
Першу роль у кіно Гезер отримала в психологічному фільмі жаху «Відьма з Блейр: Курсова з того світу», знятому в стилі знайдений кадр. За участь у горорі Донаг'ю була номінована на здобуття кінонагород та отримала «Золоту малину» як найгірша акторка в 1999.  Фільм був доволі популярний: з бюджетом 75 тисяч доларів у прокаті здобув 250 мільйонів. 
На хвилі успіху дебютної стрічки Гезер з'явилась у романтичній комедії «Хлопці та дівчата». Наступного року акторка зіграла в серіалі «За межами можливого». Потім вона приєдналась до зйомок телесеріалу «Викрадений», один із продюсером якого був Стівен Спілберг. Проект став лауреатом прайм-тайм премії «Еммі» у 2003. Крім того у неї була гостьова роль у ситкомі «У Філадельфії завжди сонячно».
У 2005 Донаг'ю зіграла капрала в американському фантастичному бойовику «Мантикора», згодом вона отримала роль у горорі «Морг». Після цього акторка переїхала з Лос-Анджелеса та 
приєдналася до громади, яка спеціалізується на вирощуванні марихуани. Про цей досвід вона написала книгу.
У 2016 Гезер Донаг'ю з'явилась камео в «Відьма з Блер: Нова глава».

## Фільмографія
| Рік  |    | Українська назва                     | Оригінальна назва                 | Роль                |
| ---- | -- | ------------------------------------ | --------------------------------- | ------------------- |
| 1997 | кф |                                      | Raw: Stripped to the Bone         | Шейді               |
| 1999 | ф  | Відьма з Блейр: Курсова з того світу | The Blair Witch Project           | Гезер Донаг'ю       |
| 2000 | ф  | Хлопці та дівчата                    | Boys and Girls                    | Меган               |
| 2000 | ф  |                                      | Home Field Advantage              | Венді               |
| 2001 | с  | За межами можливого                  | The Outer Limits                  | Клер Лінквуд        |
| 2001 | ф  |                                      | Seven and a Match                 | Віт                 |
| 2001 | кф |                                      | The Velvet Tigress                | закадровий переклад |
| 2002 | кф | Прогулянка по Асберійському парку    | The Walking Hack of Asbury Park   | Венді               |
| 2002 | ф  | Новий костюм                         | New Suit                          | Моллі               |
| 2002 | тф | Великий успіх                        | The Big Time                      | Гезер               |
| 2002 | с  | Викрадені                            | Taken                             | Мері Кроуфорд       |
| 2003 | с  | Без сліду                            | Without a Trace                   | Лінда Шмідт         |
| 2005 | с  | У Філадельфії завжди сонячно         | It's Always Sunny in Philadelphia | Стейсі Корвеллі     |
| 2005 | тф | Мантикора                            | Manticore                         | капрал Кітс         |
| 2008 | ф  | Морг                                 | The Morgue                        | Нан                 |
| 2016 | ф  | Відьма з Блер: Нова глава            | Blair Witch                       | Гезер Донаг'ю       |